# Václav Holzknecht
Václav Holzknecht (ur. 2 maja 1904 w Pradze, zm. 13 sierpnia 1988 tamże) – czeski organizator życia muzycznego i popularyzator muzyki, felietonista, pianista, prawnik, urzędnik oraz wieloletni profesor i dyrektor Konserwatorium Praskiego.

## Życiorys
Ukończył gimnazjum w Pradze w 1923. Potem studiował na Wydziale Prawa Uniwersytetu Karola (do 1928) oraz w Konserwatorium Praskim w klasie fortepianu. W latach 1938–1942 pracował jako urzędnik-prawnik (m.in. w Ministerstwie Finansów), a także koncertował jako pianista, popularyzując jednocześnie twórczość Bedřicha Smetany i muzykę współczesną. Występował na festiwalu Międzynarodowego Towarzystwa Muzyki Współczesnej. Po zakończeniu działalności koncertowej całkowicie poświęcił się popularyzowaniu kultury. Od 1942 do 1970 był profesorem i dyrektorem Konserwatorium Praskiego. Dokonał w tej instytucji ważnych reform. W latach 1957–1973 przewodniczył komitetowi festiwalu Praska Wiosna, w którego powstaniu brał udział w 1946. Był prezesem Towarzystwa Bohuslava Martinů. Pisał felietony muzyczne, brał udział w kongresach, konkursach i konferencjach. Był ponadto redaktorem muzycznym i krytykiem. Napisał pierwszą obszerną publikację teatralną poświęconą teatrowi Osvobozené divadlo. Od 7 października 1970 do 14 października 1972 kierował operą Teatru Narodowego w Pradze. Funkcję tę pełnił jako pierwszy w historii felietonista muzyczny. Od 15 października 1972 do 31 grudnia 1973 był w tej instytucji dramaturgiem. W 1974 przeszedł na emeryturę, nadal działając jako dramaturg dla Teatru Narodowego. W ostatnich latach życia zyskał dużą popularność dzięki występom telewizyjnym. Znaczną oglądalność notowały jego programy popularyzatorskie „Obrazy z historii muzyki czeskiej” i „Narracje profesora Holzknechta”.
Był biografem Jarosłava Ježka, z którym się przyjaźnił i którego dzieła interpretował. Inne osoby, których biografie napisał, to m.in. Bedřich Smetana, Ema Destinnová, Iša Krejčí, Bohuslav Martinů, Maurice Ravel, Franz Schubert oraz Claude Debussy.
Pochowany jest na Cmentarzu Olszańskim w Pradze (kwatera IX, 4, 319). Upamiętnia go tablica pamiątkowa z popiersiem na praskim Josefovie (ul. Široká 56/10).

## Galeria

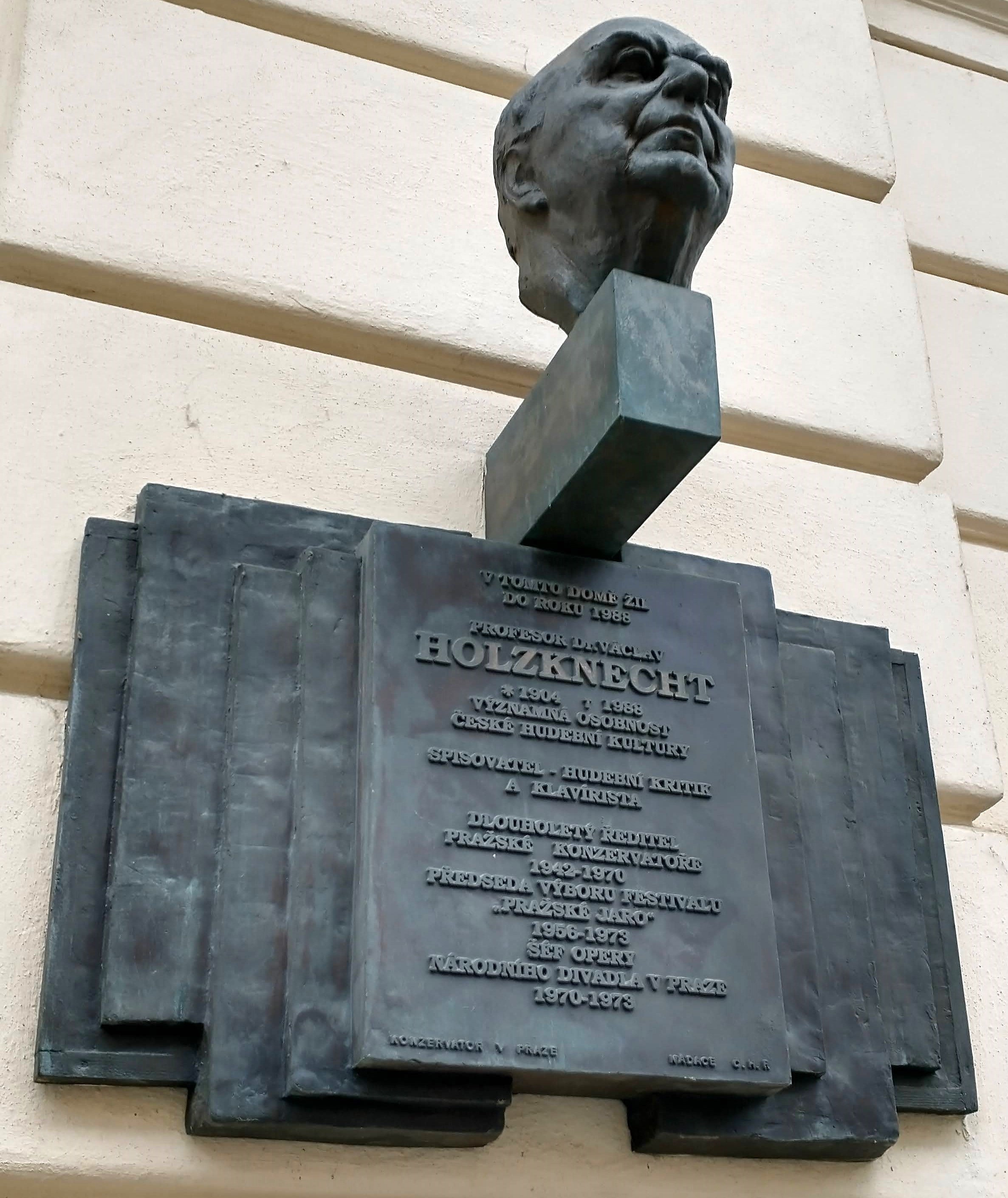
Tablica przy ul. Širokiej w Pradze
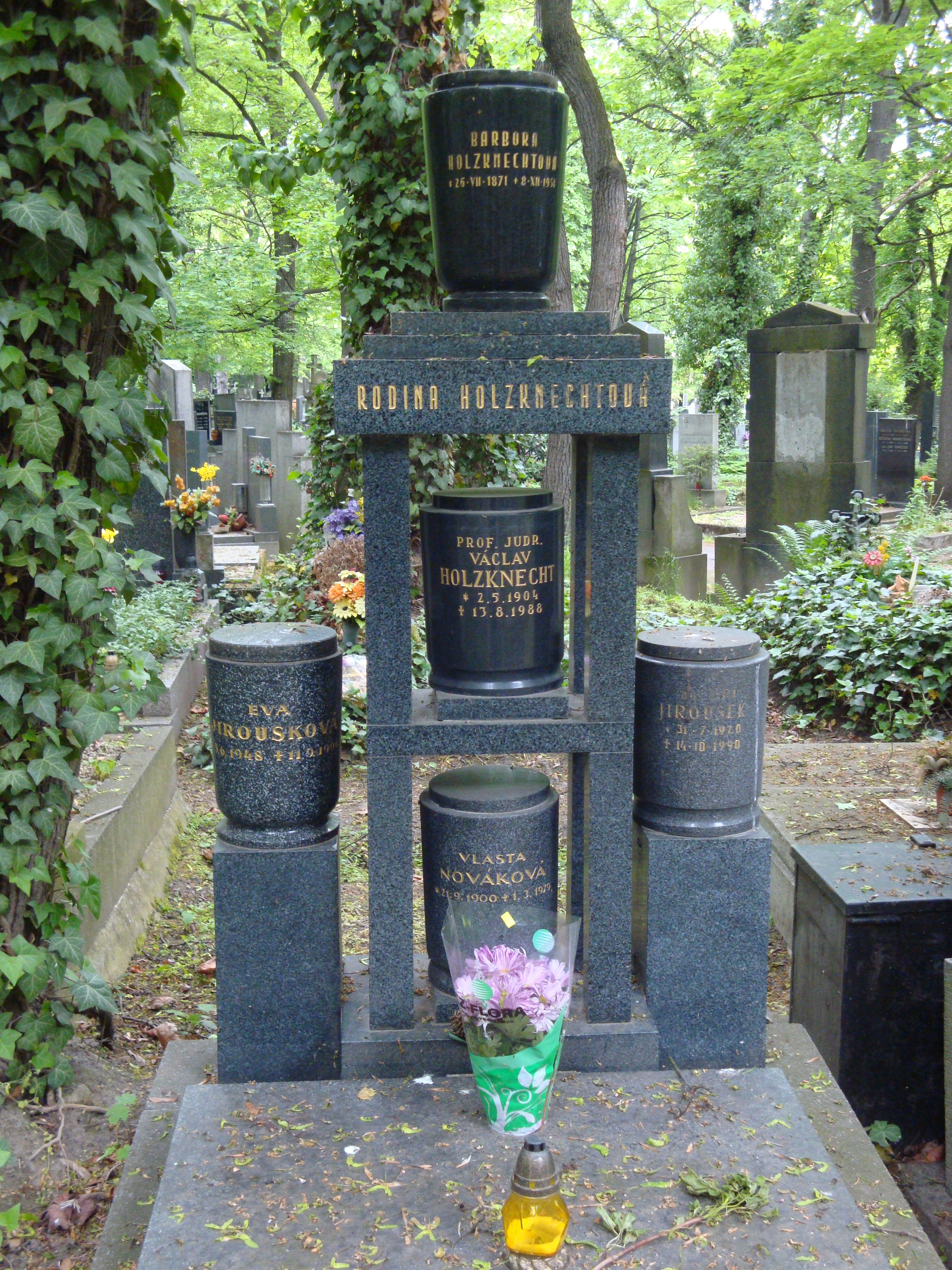
Nagrobek z urną na Cmentarzu Olszańskim